# Quốc gia cấu thành
Quốc gia cấu thành là một thuật ngữ đôi khi được sử dụng trong những bối cảnh mà quốc gia đó là một phần của một thực thể chính trị lớn hơn, như là quốc gia có chủ quyền. Thuật ngữ quốc gia cấu thành không có bất kỳ định nghĩa pháp lý nào.

## Tại các quốc gia nhất thể

### Đan Mạch
Vương quốc Đan Mạch bao gồm ba bộ phận cấu thành, mỗi bộ phận đôi khi được xem là một quốc gia:
- Đan Mạch
- Quần đảo Faroe[1]
- Greenland[2]

Tuy nhiên, quần đảo Faroe cũng được đề cập đến như là một "lãnh thổ tự trị" hoặc tương tự bởi Thủ tướng Quần đảo Faroe và Bộ Ngoại giao Hoàng gia Đan Mạch. Tương tự, chính phủ Đan Mạch cũng đề cập đến Greenland như một "tỉnh tự trị" và không có điều khoản nào trong hiến pháp Greenland đề cập đến Greenland như một quốc gia.

### Pháp
Năm 2004, cộng đồng hải ngoại Polynésie thuộc Pháp được xác định một cách về mặt pháp luật là pays d'outre-mer au sein de la République, có thể dịch thành "xứ hải ngoại bên trong Cộng hòa". Hội đồng Hiến pháp Pháp quyết định rằng đây chỉ là sự thay đổi về tên gọi và không đại diện cho một sự thay đổi mang tính hiến pháp về địa vị pháp lý.

### Hà Lan
Từ ngày 10 tháng 10 năm 2010, Vương quốc Hà Lan bao gồm bốn quốc gia:
- Hà Lan
- Aruba
- Curaçao
- Sint Maarten

Mỗi một bộ phận được xác định rõ ràng là một land trong Hiến chương Vương quốc Hà Lan. Không giống như Bundesländer trong tiếng Đức, landen luôn được chính phủ Hà Lan dịch là "quốc gia".

### New Zealand
Vương quốc New Zealand gồm có ba bộ phận thường được xem là những quốc gia:
- New Zealand
- Quần đảo Cook[15][16]
- Niue[17]

Tuy nhiên, Hiến pháp của Quần đảo Cook và của Niue không tự mô tả như một quốc gia.

### Anh Quốc

Các quốc gia cấu thành của Anh Quốc.

Vương quốc Liên hiệp Anh và Bắc Ireland thường được xem là bao gồm bốn quốc gia:
- Anh
- Scotland
- Wales
- Bắc Ireland

Tuy nhiên, bản thân vương quốc là một quốc gia đơn nhất và không phải là một liên minh cá nhân. Công quốc Wales chấm dứt tồn tại vào năm 1542, các vương quốc Anh và Scotland kết thúc tồn tại vào năm 1707, và Vương quốc Ireland kết thúc tồn tại vào năm 1801 (hay 1953).
Bắc Ireland có một nghị viện phân cấp từ năm 1921–73 và một hội đồng từ năm 1973–74, 1982–86, và 1999 đến nay. Sau cuộc trưng cấu dân ý tại Wales và Scotland vào năm 1997, các chính phủ phân cấp mới được tạo ra tại Scotland, Wales song ở Anh thì không, Anh vẫn nằm dưới quyền quản lý trực tiếp của Nghị viện nước Anh tại Luân Đôn.

## Ở các quốc gia liên bang

### Liên minh Kalmar
Liên minh Kalmar (tiếng Đan Mạch, tiếng Na Uy, tiếng Thụy Điển: Kalmarunionen) là liên minh giữa 3 vương quốc Đan Mạch, Na Uy và Thụy Điển dưới quyền cai trị của một quốc vương duy nhất từ năm 1397 tới năm 1523. Ba vương quốc này từ bỏ vương quyền, nhưng vẫn giữ quyền độc lập của mình. Liên minh là sáng kiến và công trình của Nữ hoàng Margrete I của Đan Mạch, bà là con của vua Valdemar IV của Đan Mạch, kết hôn với vua Håkon VI của Na Uy lúc lên 10 tuổi. Con trai của bà là Olav Håkonsson (tiếng Đan Mạch: Oluf Håkonson (1370-87) được công nhận quyền thừa kế ngôi vua Đan Mạch, vì ông ngoại có sáu người con, nhưng 5 người kia đã chết, chỉ còn mẹ của Oluf mà thôi. Năm 1376 Oluf lên nối ngôi vua Đan Mạch với sự chấp chính của mẹ. Khi vua Na Uy Håkon VI qua đời năm 1380 thì Oluf cũng được thừa kế ngôi vua Na Uy. Như vậy, 2 vương quốc Đan Mạch và Na Uy hợp nhất trong một Liên minh cá nhân [1], dưới quyền cai trị của một vua nhỏ tuổi, với người mẹ nhiếp chính. Tới năm 1385, Oluf cũng được chỉ định làm vua Thụy Điển. Trước khi tới tuổi trưởng thành để nắm quyền hành, thì Oluf bị chết ở tuổi 17 (năm 1387). Margrete I được quan cố vấn tối cao Henning Podebusk ủng hộ, vận động Hội đồng vương quốc[2] (tương đương thượng viện) bầu bà làm người chấp chính Đan Mạch (nhưng không được mang tước hiệu Nữ hoàng). Năm sau, ngày 2 tháng 2 năm 1388 bà cũng được nhìn nhận là người chấp chính vương quốc Na Uy.
Bà nhận Bogislav, con của hoàng thân Vartislav xứ Pommern là cháu ruột của em gái mình làm cháu nuôi, và đặt tên lại là Erik, một tên có âm hưởng Bắc Âu. Mặc dù Erik không phải là người thứ nhất được quyền thừa kế ngôi vua, nhưng Margrete I đã dùng thủ đoạn khiến Hội đồng vương quốc nhìn nhận Erik được quyền đó và năm 1389, Erik lên làm vua Na Uy, với quyền nhiếp chính của Margrete I.
Thời đó Thụy Điển có sự xung đột giữa vua Albrekt av Mecklenburg và giới quý tộc. Năm 1388, giới quý tộc bầu chọn Margrete I làm người chấp chính tại phần lãnh thổ do họ kiểm soát và hứa ủng hộ bà trong việc giành phần lãnh thổ còn lại của Albrekt.
Sau khi đội quân Đan Mạch - Thụy Điển đánh bại và bắt giam vua Albrekt, thì Albrekt bị buộc phải nộp số tiền 60.000 đồng mark bằng bạc ròng trong vòng 3 năm sau khi được thả ra (nhưng Albrekt không nộp được). Vị thế của Margrete I tại Thụy Điển được củng cố. Cả ba vương quốc Đan Mạch, Na Uy, Thụy Điển thống nhất dưới sự chấp chính của bà. Margrete I hứa bảo vệ ảnh hưởng chính trị và các đặc quyền của giới quý tộc trong Liên minh. Người cháu Erik - đã làm vua Na Uy từ năm 1389 - lên làm vua Đan Mạch và Thụy Điển năm 1396.
Liên minh Kalmar trở thành hiện thực vào ngày 17.6.1397, khi Hiệp ước Kalmar được các bên ký kết tại lâu đài Kalmar ở thành phố Kalmar (nam Thụy Điển, giáp ranh vùng Skåne của Đan Mạch). Hiệp ước thành lập một Liên minh giữa 3 vương quốc Đan Mạch, Na Uy, Thụy Điển, dưới quyền của một vua duy nhất, nhưng mỗi nước được Hội đồng vương quốc cai trị riêng theo luật cũ của mình, ngoại trừ chính sách đối ngoại do nhà vua điều khiển.
Vua Na Uy - Erik, 15 tuổi - được các tổng giám mục Đan Mạch và Thụy Điển phong lên làm vua cả ba vương quốc tại Kalmar, nhưng Margrete I nắm quyền cai trị cho tới khi bà chết vào năm 1412.
Các cơ cấu của Liên minh Kalmar tồn tại tới năm 1536, khi Hội đồng vương quốc Đan Mạch - sau một cuộc nội chiến - đồng thanh tuyên bố rằng Na Uy là vương quốc trực thuộc Đan Mạch nhưng được tự trị, các thuộc địa Iceland, Greenland và quần đảo Faroe thuộc quyền Đan Mạch kiểm soát.
Tới năm 1814, sau khi ký hòa ước Kiel thì Đan Mạch phải nhường Na Uy cho Thụy Điển, nhưng vẫn giữ các thuộc địa nói trên.

### Liên bang Ba Lan – Litva
Thịnh vượng chung Ba Lan-Litva chính thức được thành lập theo liên minh Lublin vào tháng 7 năm 1569, nhưng trên thực tế vương quốc Ba Lan đã hợp nhất với đại công quốc Litva từ năm 1386, khi nữ vương Ba Lan Hedwig thành hôn với đại công tước Litva Jogaila – ông này được tấn phong làm vua Władysław II Jagiełło đồng trị vì Ba Lan với vợ mình. Cuộc phân chia Ba Lan lần thứ nhất năm 1772 đã làm giảm đáng kể diện tích của thịnh vượng chung này, và đến năm 1795 nhà nước Ba Lan hoàn toàn tan rã trong cuộc phân chia Ba Lan lần thứ ba. Liên bang Ba Lan và Lietuva có đặc trưng độc nhất so với các quốc gia cùng thời vì hệ thống chính trị của nó đặc trưng bởi sự kiểm soát nghiêm ngặt đối với quyền lực của nhà vua. Những sự kiểm soát này được bảo đảm tồn tại bởi một nghị viện (Sejm) do các quý tộc (szlachta) điều khiển. Đặc điểm của chế độ này là tiền thân của những khái niệm về chế độ dân chủ, quân chủ lập hiến, liên bang hiện đại. Hai quốc gia cấu thành liên bang là ngang hàng nhau, tuy nhiên Ba Lan có ảnh hưởng lớn hơn hẳn trong liên bang.
Vào năm 1772, Liên bang Ba Lan và Lietuva yếu đuối bị mất 1/3 lãnh thổ trong cuộc chia cắt Ba Lan lần thứ nhất. Trong khoảng thời gian ngắn trước khi bị xóa sổ, thịnh vượng chung đã cố gắng thông qua các cải cách lớn và ban hành hiến pháp ngày 3 tháng 5 năm 1791.

### Cộng hòa Liên bang Trung Mỹ
Cộng hòa Liên bang Trung Mỹ còn gọi là Liên hiệp tỉnh Trung Mỹ là một quốc gia có chủ quyền tại Trung Mỹ, bao gồm các lãnh thổ nguyên thuộc Đô đốc lệnh Guatemala của Tân Tây Ban Nha. Quốc gia này tồn tại từ tháng 9 năm 1821 đến 1841, và là một nền cộng hòa dân chủ. Cộng hòa bao gồm lãnh thổ các quốc gia Guatemala, El Salvador, Honduras, Nicaragua, và Costa Rica hiện nay. Trong thập niên 1830, có thêm tỉnh thứ sáu là Los Altos với thủ phủ tại Quetzaltenango – lãnh thổ của tỉnh này nay là vùng cao nguyên tây bộ Guatemala và bang Chiapas ở nam bộ México.
Liên bang tan rã do nội chiến từ năm 1838 đến năm 1840. Quá trình tan rã bắt đầu khi Nicaragua tách ra khỏi Liên bang vào ngày 5 tháng 11 năm 1838, tiếp theo sau đó là Honduras và Costa Rica. Liên bang tan rã trên thực tế vào năm 1840, khi đó bốn trong năm tỉnh ban đầu đã tuyên bố độc lập. Tuy nhiên, Liên bang chỉ chính thức tan rã khi El Salvador tuyên bố là một cộng hòa độc lập vào tháng 2 năm 1841.

### Đại Colombia
Đại Colombia là tên gọi hiện nay để chỉ một nhà nước bao gồm phần lớn miền bắc Nam Mỹ và một phần miền nam của Trung Mỹ từ năm 1819 đến năm 1831. Cộng hòa tồn tại ngắn ngủi này bao gồm các lãnh thổ nay là Colombia, Venezuela, Ecuador, Panama, bắc Peru và tây bắc Brasil. Ba quốc gia đầu tiên là những nước kế thừa của Đại Colombia vào lúc giải thể, Panama ly khai khỏi Colombia vào năm 1903. Do lãnh thổ của Đại Colombia gần tương ứng với Phó vương quốc Tân Granada trước đó, nó cũng tuyên bố chủ quyền với vùng bờ biển Caribe của Costa Rica và Nicaragua, Bờ biển Mosquito, và Guayana Esequiba tại Guyana.

### Canada
Tỉnh bang và lãnh thổ là đơn vị phân cấp hành chính theo hiến pháp Canada. Thời kỳ Liên bang hóa Canada 1867, ba tỉnh bang (hoặc tỉnh) của Bắc Mỹ thuộc Anh là New Brunswick, Nova Scotia và Canada (phân thành Ontario và Québec) thống nhất thành quốc gia mới. Kể từ đó, biên giới ngoại bộ của Canada thay đổi vài lần, và phát triển từ bốn tỉnh bang ban đầu thành mười tỉnh bang và ba lãnh thổ vào năm 1999. Khác biệt lớn nhất giữa một tỉnh bang và một lãnh thổ tại Canada là các tỉnh bang nhận được quyền lực và quyền uy trực tiếp từ Đạo luật Hiến pháp năm 1867 trong khu vực quản hạt, trong khi các lãnh thổ nhận ủy nhiệm và quyền lực từ chính phủ liên bang. Theo thuyết hiến pháp Canada hiện đại, các tỉnh bang được xem là những khu vực cộng chủ quyền, và mỗi tỉnh bang có quân chủ riêng, do phó thống đốc đại diện, còn các lãnh thổ không có chủ quyền, song là bộ phận của vương quốc liên bang, và có một ủy viên.
Tỉnh bang:
| Tỉnh kỳ            | Tỉnh huy           | Tên                      | Viết tắt bưu chính | Thủ phủ            | Thành phố lớn nhất (theo dân số) | Gia nhập liên bang  | Dân số (tháng 5 2011) | Diện tích đất liền (km²) | Diện tích mặt nước (km²) | Tổng diện tích (km²) | Ngôn ngữ chính thức    | Số ghế trong Hạ nghị viện liên bang | Số ghế trong Thượng nghị viện liên bang |
| ------------------ | ------------------ | ------------------------ | ------------------ | ------------------ | -------------------------------- | ------------------- | --------------------- | ------------------------ | ------------------------ | -------------------- | ---------------------- | ----------------------------------- | --------------------------------------- |
|                    |                    | Ontario                  | ON                 | Toronto            | Toronto                          | 1 tháng 7 năm 1867  | 12.851.821            | 917.741                  | 158.654                  | 1.076.395            | tiếng AnhA             | 106                                 | 24                                      |
|                    |                    | Québec                   | QC                 | Québec             | Montréal                         | 1 tháng 7 năm 1867  | 7.903.001             | 1.356.128                | 185.928                  | 1.542.056            | tiếng PhápB            | 75                                  | 24                                      |
|                    |                    | Nova Scotia              | NS                 | Halifax            | HalifaxC                         | 1 tháng 7 năm 1867  | 921.727               | 53.338                   | 1.946                    | 55.284               | tiếng AnhD             | 11                                  | 10                                      |
|                    |                    | New Brunswick            | NB                 | Fredericton        | Saint John                       | 1 tháng 7 năm 1867  | 751.171               | 71.450                   | 1.458                    | 72.908               | tiếng AnhE tiếng PhápE | 10                                  | 10                                      |
|                    |                    | Manitoba                 | MB                 | Winnipeg           | Winnipeg                         | 15 tháng 7 năm 1870 | 1.208.268             | 553.556                  | 94.241                   | 647.797              | tiếng AnhA,F           | 14                                  | 6                                       |
|                    |                    | British Columbia         | BC                 | Victoria           | Vancouver                        | 20 tháng 7 năm 1871 | 4.400.057             | 925.186                  | 19.549                   | 944.735              | tiếng AnhA             | 36                                  | 6                                       |
|                    |                    | Đảo Hoàng tử Edward      | PE                 | Charlottetown      | Charlottetown                    | 1 tháng 7 năm 1873  | 140.204               | 5.660                    | 0                        | 5.660                | tiếng AnhA             | 4                                   | 4                                       |
|                    |                    | Saskatchewan             | SK                 | Regina             | Saskatoon                        | 1 tháng 9 năm 1905  | 1.033.381             | 591.670                  | 59.366                   | 651.036              | tiếng AnhA             | 14                                  | 6                                       |
|                    |                    | Alberta                  | AB                 | Edmonton           | Calgary                          | 1 tháng 9 năm 1905  | 3.645.257             | 642.317                  | 19.531                   | 661.848              | tiếng AnhA             | 28                                  | 6                                       |
|                    |                    | Newfoundland và Labrador | NL                 | St. John's         | St. John's                       | 31 tháng 3 năm 1949 | 514.536               | 373.872                  | 31.340                   | 405.212              | tiếng AnhA             | 7                                   | 6                                       |
| Tổng các tỉnh bang | Tổng các tỉnh bang | Tổng các tỉnh bang       | Tổng các tỉnh bang | Tổng các tỉnh bang | Tổng các tỉnh bang               | Tổng các tỉnh bang  | 33.369.423            | 5.499.918                | 563.013                  | 6.062.931            | —                      | 305                                 | 102                                     |

Ghi chú:
A.^  De facto; tiếng Pháp có địa vị hiến pháp hạn chế
B.^  Hiến chương ngôn ngữ Pháp; tiếng Anh có địa vị hiến pháp hạn chế
C.^  Nova Scotia giải thể các thành phố vào năm 1996 để thay thế bằng các đô thị tự trị khu vực; đô thị tự trị khu vực lớn nhất được sử dụng
D.^  Nova Scotia có rất ít đạo luật song ngữ (ba bằng tiếng Anh và tiếng Pháp; một bằng tiếng Anh và tiếng Ba Lan); một số cơ quan chính phủ có danh xưng luật hóa trong cả tiếng Anh và tiếng Pháp
E.^  Điều 16 của Hiến chương Canada về quyền lợi và tự do
F.^  Đạo luật Manitoba
Canada có ba lãnh thổ:
Không giống với các tỉnh bang, các lãnh thổ của Canada không có quyền tài phán cố hữu, mà chỉ được chính phủ liên bang ủy nhiệm cho các quyền đó. Chùng bao gồm toàn bộ đại lục Canada nằm ở phía bắc vĩ tuyến 60° Bắc và phía tây của vịnh Hudson, cùng với toàn bộ các đảo ở phía bắc của đại lục Canada.
| Khu kỳ            | Khu huy           | Lãnh thổ             | Tên viết tắt bưu chính | Thành phố thủ phủ và lớn nhất | Gia nhập liên bang  | Dân số (tháng 5 2011) | Diện tích đất liền (km²) | Diện tích mặt nước (km²) | Tổng diện tích (km²) | Ngôn ngữ chính thức                                                                                          | Số ghế trong Hạ nghị viện liên bang | Số ghế trong Thượng nghị viện liên bang |
| ----------------- | ----------------- | -------------------- | ---------------------- | ----------------------------- | ------------------- | --------------------- | ------------------------ | ------------------------ | -------------------- | --- | ----------------------------------- | --------------------------------------- |
|                   |                   | Các Lãnh thổ Tây Bắc | NT                     | Yellowknife                   | 15 tháng 7 năm 1870 | 41.462                | 1.183.085                | 163.021                  | 1.346.106            | Chipewyan, Cree, Anh, Pháp, Gwich'in, Inuinnaqtun, Inuktitut, Inuvialuktun, North Slavey, Nam Slavey, Tłįchǫ | 1                                   | 1                                       |
|                   |                   | Yukon                | YT                     | Whitehorse                    | 13 tháng 6 năm 1898 | 33.897                | 474.391                  | 8.052                    | 482.443              | tiếng Anh tiếng Pháp                                                                                         | 1                                   | 1                                       |
|                   |                   | Nunavut              | NU                     | Iqaluit                       | 1 tháng 4 năm 1999  | 31,906                | 1,936,113                | 157,077                  | 2,093,190            | Inuinnaqtun, Inuktitut, Anh, Pháp                                                                            | 1                                   | 1                                       |
| Tổng các lãnh thổ | Tổng các lãnh thổ | Tổng các lãnh thổ    | Tổng các lãnh thổ      | Tổng các lãnh thổ             | Tổng các lãnh thổ   | 107.265               | 3.593.589                | 328.150                  | 3.921.739            | — | 3                                   | 3                                       |

### Mĩ

#### Liên bang miền Bắc Hoa Kỳ
Liên bang miền Bắc Hoa Kỳ là tên gọi chính phủ Hoa Kỳ dưới sự lãnh đạo của tổng thống Abraham Lincoln (và Andrew Johnson tiếp nhiệm trong tháng sau cùng) trong thời Nội chiến Hoa Kỳ. Sau khi các tiểu bang miền Nam ly khai chính phủ năm 1861, lập chính phủ riêng gọi là Liên minh miền Nam, các tiểu bang còn lại được coi như thuộc phe chính phủ liên bang.
Danh sách các tiểu bang thuộc Liên bang miền Bắc:
| California Connecticut Delaware* Illinois Indiana | Iowa Kansas Kentucky* Maine Maryland* | Massachusetts Michigan Minnesota Missouri* Nevada | New Hampshire New Jersey New York Ohio Oregon | Pennsylvania Rhode Island Vermont Tây Virginia* Wisconsin |

* Các tiểu bang này thuộc vùng giáp ranh. Tại Kentucky và Missouri tuy chính phủ trên giấy tờ vẫn thuộc liên bang miền Bắc, các thành phần có thế lực trong chính quyền lại theo liên minh miền Nam.
Kansas theo gia phập phe miền Bắc ngày 29 tháng 1 năm 1861, sau khi vụ ly khai xảy ra nhưng trước cuộc nội chiến.
Tây Virginia tách khỏi Virginia và theo phe miền Bắc ngày 20 tháng 6 năm 1863.
Nevada gia nhập phe miền Bắc ngày 31 tháng 10 năm 1864.

#### Hiệp bang miền Nam Hoa Kỳ
Hiệp bang miền Nam Hoa Kỳ là chính phủ thành lập từ 11 tiểu bang miền nam Hoa Kỳ trong những năm Nội chiến (1861–1865). 
| Tiểu bang                                        | Cờ | Ly khai              | Gia nhập Liên minh   | Dưới kiểm soát Liên bang             | Gia nhập Liên bang                                  |
| ------------------------------------------------ | -- | -------------------- | -------------------- | ------------------------------------ | --------------------------------------------------- |
| Nam Carolina                                     |    | 20 tháng 12 năm 1860 | 8 tháng 2 năm 1861   | 1865                                 | 9 tháng 7 năm 1868                                  |
| Mississippi                                      |    | 9 tháng 1 năm 1861   | 8 tháng 2 năm 1861   | 1863                                 | 23 tháng 2 năm 1870                                 |
| Florida                                          |    | 10 tháng 1 năm 1861  | 8 tháng 2 năm 1861   | 1865                                 | 25 tháng 6 năm 1868                                 |
| Alabama                                          |    | 11 tháng 1 năm 1861  | 8 tháng 2 năm 1861   | 1865                                 | 13 tháng 7 năm 1868                                 |
| Georgia                                          |    | 19 tháng 1 năm 1861  | 8 tháng 2 năm 1861   | 1865                                 | Kỳ 1 21 tháng 7 năm 1868; Kỳ 2 15 tháng 7 năm 1870  |
| Louisiana                                        |    | 26 tháng 1 năm 1861  | 8 tháng 2 năm 1861   | 1863                                 | 9 tháng 7 năm 1868                                  |
| Texas                                            |    | 1 tháng 2 năm 1861   | 2 tháng 3 năm 1861   | 1865                                 | 30 tháng 3 năm 1870                                 |
| Virginia                                         |    | 17 tháng 4 năm 1861  | 7 tháng 5 năm 1861   | 1865; (1861 Tây Virginia tách riêng) | 26 tháng 1 năm 1870                                 |
| Arkansas                                         |    | 6 tháng 5 năm 1861   | 18 tháng 5 năm 1861  | 1864                                 | 22 tháng 6 năm 1868                                 |
| Bắc Carolina                                     |    | 20 tháng 5 năm 1861  | 21 tháng 5 năm 1861  | 1865                                 | 4 tháng 7 năm 1868                                  |
| Tennessee                                        |    | 8 tháng 6 năm 1861   | 2 tháng 7 năm 1861   | 1863                                 | 24 tháng 7 năm 1866                                 |
| Missouri                                         |    | 31 tháng 10 năm 1861 | 28 tháng 11 năm 1861 | 1861                                 | Từ 1861 chính phủ theo Liên bang (không chính thức) |
| Kentucky (Russellville Convention)               |    | 20 tháng 11 năm 1861 | 10 tháng 12 năm 1861 | 1861                                 | Từ 1861 chính phủ theo Liên minh                    |
| Lãnh thổ Arizona (Chính phủ Mesilla, New Mexico) |    | 16 tháng 3 năm 1861  | 14 tháng 2 năm 1862  | 1862                                 | Không được nhận là tiểu bang cho đến năm 1912       |

#### Hợp chủng quốc Hoa Kỳ
Hoa Kỳ là một liên bang gồm 50 tiểu bang. 13 tiểu bang ban đầu là hậu thân của 13 thuộc địa nổi loạn chống sự cai trị của Vương quốc Anh. Đa số các tiểu bang còn lại đã được thành lập từ những lãnh thổ chiếm được qua chiến tranh hoặc được Chính phủ Hoa Kỳ mua lại từ những quốc gia khác. Ngoại trừ Vermont, Texas và Hawaii; mỗi tiểu bang vừa kể xưa kia là một cộng hòa độc lập trước khi gia nhập vào liên bang. Trừ một khoảng thời gian tạm thời các tiểu bang miền nam ly khai trong Nội chiến Hoa Kỳ, con số các tiểu bang của Hoa Kỳ chưa bao giờ bị thu nhỏ lại.
| Tên            | Cục Bưu điện Hoa Kỳ | Cờ | Ngày                 | Diện tích (dặm vuông)                 | Dân số (2010) | Thủ phủ        | Thành phố đông dân nhất |
| -------------- | ------------------- | -- | -------------------- | ------------------------------------- | ------------- | -------------- | ----------------------- |
| Alabama        | AL                  |    | 14 tháng 12 năm 1819 | 52.419 dặm vuông Anh (135.765 km2)    | 4.779.736     | Montgomery     | Birmingham              |
| Alaska         | AK                  |    | 3 tháng 1 năm 1959   | 663.267 dặm vuông Anh (1.717.854 km2) | 710.231       | Juneau         | Anchorage               |
| Arizona        | AZ                  |    | 14 tháng 2 năm 1912  | 113.998 dặm vuông Anh (295.254 km2)   | 6.392.017     | Phoenix        | Phoenix                 |
| Arkansas       | AR                  |    | 15 tháng 6 năm 1836  | 52.897 dặm vuông Anh (137.002 km2)    | 2.915.918     | Little Rock    | Little Rock             |
| California     | CA                  |    | 9 tháng 9 năm 1850   | 163.700 dặm vuông Anh (423.970 km2)   | 37.253.956    | Sacramento     | Los Angeles             |
| Colorado       | CO                  |    | 1 tháng 8 năm 1876   | 104.185 dặm vuông Anh (269.837 km2)   | 5.029.196     | Denver         | Denver                  |
| Connecticut    | CT                  |    | 9 tháng 1 năm 1788   | 5.543 dặm vuông Anh (14.356 km2)      | 3.574.097     | Hartford       | Bridgeport              |
| Delaware       | DE                  |    | 7 tháng 12 năm 1787  | 2.491 dặm vuông Anh (6.452 km2)       | 897.934       | Dover          | Wilmington              |
| Florida        | FL                  |    | 3 tháng 3 năm 1845   | 65.755 dặm vuông Anh (170.304 km2)    | 18.801.310    | Tallahassee    | Jacksonville            |
| Georgia        | GA                  |    | 2 tháng 1 năm 1788   | 59.425 dặm vuông Anh (153.909 km2)    | 9.687.653     | Atlanta        | Atlanta                 |
| Hawaii         | HI                  |    | 21 tháng 8 năm 1959  | 10.931 dặm vuông Anh (28.311 km2)     | 1.360.301     | Honolulu       | Honolulu                |
| Idaho          | ID                  |    | 3 tháng 7 năm 1890   | 83.642 dặm vuông Anh (216.632 km2)    | 1.567.582     | Boise          | Boise                   |
| Illinois       | IL                  |    | 3 tháng 12 năm 1818  | 54.826 dặm vuông Anh (141.998 km2)    | 12.830.632    | Springfield    | Chicago                 |
| Indiana        | IN                  |    | 11 tháng 12 năm 1816 | 36.418 dặm vuông Anh (94.321 km2)     | 6.483.802     | Indianapolis   | Indianapolis            |
| Iowa           | IA                  |    | 28 tháng 12 năm 1846 | 56.272 dặm vuông Anh (145.743 km2)    | 3.046.355     | Des Moines     | Des Moines              |
| Kansas         | KS                  |    | 29 tháng 1 năm 1861  | 82.277 dặm vuông Anh (213.096 km2)    | 2.853.118     | Topeka         | Wichita                 |
| Kentucky       | KY                  |    | 1 tháng 6 năm 1792   | 40.409 dặm vuông Anh (104.659 km2)    | 4.339.367     | Frankfort      | Louisville              |
| Louisiana      | LA                  |    | 30 tháng 4 năm 1812  | 52.271 dặm vuông Anh (135.382 km2)    | 4.533.372     | Baton Rouge    | New Orleans             |
| Maine          | ME                  |    | 15 tháng 3 năm 1820  | 35.385 dặm vuông Anh (91.646 km2)     | 1.328.361     | Augusta        | Portland                |
| Maryland       | MD                  |    | 28 tháng 4 năm 1788  | 12.407 dặm vuông Anh (32.133 km2)     | 5.773.552     | Annapolis      | Baltimore               |
| Massachusetts  | MA                  |    | 6 tháng 2 năm 1788   | 10.554 dặm vuông Anh (27.336 km2)     | 6.547.629     | Boston         | Boston                  |
| Michigan       | MI                  |    | 26 tháng 1 năm 1837  | 97.990 dặm vuông Anh (253.793 km2)    | 9.883.640     | Lansing        | Detroit                 |
| Minnesota      | MN                  |    | 11 tháng 5 năm 1858  | 86.943 dặm vuông Anh (225.181 km2)    | 5.303.925     | Saint Paul     | Minneapolis             |
| Mississippi    | MS                  |    | 10 tháng 12 năm 1817 | 48.434 dặm vuông Anh (125.443 km2)    | 2.967.297     | Jackson        | Jackson                 |
| Missouri       | MO                  |    | 10 tháng 8 năm 1821  | 69.704 dặm vuông Anh (180.533 km2)    | 5.988.927     | Jefferson City | Kansas City             |
| Montana        | MT                  |    | 8 tháng 11 năm 1889  | 147.165 dặm vuông Anh (381.156 km2)   | 989.415       | Helena         | Billings                |
| Nebraska       | NE                  |    | 1 tháng 3 năm 1867   | 77.420 dặm vuông Anh (200.520 km2)    | 1.826.341     | Lincoln        | Omaha                   |
| Nevada         | NV                  |    | 31 tháng 10 năm 1864 | 110.567 dặm vuông Anh (286.367 km2)   | 2.700.551     | Carson City    | Las Vegas               |
| New Hampshire  | NH                  |    | 21 tháng 6 năm 1788  | 9.350 dặm vuông Anh (24.217 km2)      | 1.316.470     | Concord        | Manchester              |
| New Jersey     | NJ                  |    | 18 tháng 12 năm 1787 | 8.729 dặm vuông Anh (22.608 km2)      | 8.791.894     | Trenton        | Newark                  |
| New Mexico     | NM                  |    | 6 tháng 1 năm 1912   | 121.697 dặm vuông Anh (315.194 km2)   | 2.059.179     | Santa Fe       | Albuquerque             |
| New York       | NY                  |    | 26 tháng 7 năm 1788  | 54.556 dặm vuông Anh (141.299 km2)    | 19.378.102    | Albany         | Thành phố New York      |
| North Carolina | NC                  |    | 21 tháng 11 năm 1789 | 53.865 dặm vuông Anh (139.509 km2)    | 9.535.483     | Raleigh        | Charlotte               |
| North Dakota   | ND                  |    | 2 tháng 11 năm 1889  | 70.762 dặm vuông Anh (183.272 km2)    | 672.591       | Bismarck       | Fargo                   |
| Ohio           | OH                  |    | 1 tháng 3 năm 1803   | 44.825 dặm vuông Anh (116.096 km2)    | 11.536.504    | Columbus       | Columbus                |
| Oklahoma       | OK                  |    | 16 tháng 11 năm 1907 | 69.960 dặm vuông Anh (181.195 km2)    | 3.751.351     | Oklahoma City  | Oklahoma City           |
| Oregon         | OR                  |    | 14 tháng 2 năm 1859  | 98.466 dặm vuông Anh (255.026 km2)    | 3.831.074     | Salem          | Portland                |
| Pennsylvania   | PA                  |    | 12 tháng 12 năm 1787 | 46.055 dặm vuông Anh (119.283 km2)    | 12.702.379    | Harrisburg     | Philadelphia            |
| Rhode Island   | RI                  |    | 29 tháng 5 năm 1790  | 1.210 dặm vuông Anh (3.140 km2)       | 1.052.567     | Providence     | Providence              |
| South Carolina | SC                  |    | 23 tháng 5 năm 1788  | 32.020 dặm vuông Anh (82.931 km2)     | 4.625.364     | Columbia       | Columbia                |
| South Dakota   | SD                  |    | 2 tháng 11 năm 1889  | 77.184 dặm vuông Anh (199.905 km2)    | 814.180       | Pierre         | Sioux Falls             |
| Tennessee      | TN                  |    | 1 tháng 6 năm 1796   | 42.181 dặm vuông Anh (109.247 km2)    | 6.346.105     | Nashville      | Memphis                 |
| Texas          | TX                  |    | 29 tháng 12 năm 1845 | 268.820 dặm vuông Anh (696.241 km2)   | 25.145.561    | Austin         | Houston                 |
| Utah           | UT                  |    | 4 tháng 1 năm 1896   | 84.899 dặm vuông Anh (219.887 km2)    | 2.763.885     | Salt Lake City | Salt Lake City          |
| Vermont        | VT                  |    | 4 tháng 3 năm 1791   | 9.623 dặm vuông Anh (24.923 km2)      | 625.741       | Montpelier     | Burlington              |
| Virginia       | VA                  |    | 25 tháng 6 năm 1788  | 42.774 dặm vuông Anh (110.785 km2)    | 8.001.024     | Richmond       | Virginia Beach          |
| Washington     | WA                  |    | 11 tháng 11 năm 1889 | 71.362 dặm vuông Anh (184.827 km2)    | 6.724.540     | Olympia        | Seattle                 |
| West Virginia  | WV                  |    | 20 tháng 6 năm 1863  | 24.230 dặm vuông Anh (62.755 km2)     | 1.852.994     | Charleston     | Charleston              |
| Wisconsin      | WI                  |    | 29 tháng 5 năm 1848  | 65.498 dặm vuông Anh (169.639 km2)    | 5.686.986     | Madison        | Milwaukee               |
| Wyoming        | WY                  |    | 10 tháng 7 năm 1890  | 97.818 dặm vuông Anh (253.348 km2)    | 563.626       | Cheyenne       | Cheyenne                |

### Đức

#### Liên minh các quốc gia Đức
Liên minh các quốc gia Đức là một liên minh lỏng lẻo gồm các công quốc Đức, được tạo thành theo Đại hội Viên năm 1815 để cùng hợp tác về kinh tế và tiền tệ giữa các công quốc nói tiếng Đức độc lập. Liên minh này là một hành động nhằm giảm sự đối đầu giữa hai cường quốc là Đế quốc Áo và Vương quốc Phổ. Nước Anh tán thành liên minh này trong hội nghị Viên (hội nghị họp bàn sau khi đánh bại hoàn toàn Napoleon) vì nước này cảm thấy cần phải có một thế lực hòa bình và ổn định tại trung Âu để cản trở những hành động hung hăng của Pháp hoặc Nga. Cuộc đàm phán năm 1848 giữa các quốc gia trong liên minh Đức thất bại, dẫn đến liên minh bị tan rã trong một thời gian ngắn nhưng được thành lập lại năm 1850. Các tranh chấp giữa hai quốc gia thành viên thống trị trong liên minh là Đế quốc Áo và Vương quốc Phổ nhằm giành quyền cai trị vùng đất vốn có của Đức đã kết thúc bằng thắng lợi của Phổ sau chiến tranh Áo-Phổ năm 1866, và sự sụp đổ của Liên minh các quốc gia Đức. 

#### Liên bang Bắc Đức
Liên bang Bắc Đức (tiếng Đức: Norddeutscher Bund), hình thành tháng 8 năm 1866 với tư cách là một liên minh quân sự của 22 bang miền bắc nước Đức với Vương quốc Phổ là bang đứng đầu. Tháng 7 năm 1867, nó chuyển thành một nhà nước liên bang. Liên bang này đã đưa ra một hiến pháp và đặt nền móng cho Đế chế Đức, sau này Đế chế Đức đã thông qua sử dụng phần lớn hiến pháp và lá cờ của liên bang. Thủ tướng nước Phổ là Otto von Bismarck đã thiết lập Liên bang Bắc Đức, có lẽ là một sự thỏa hiệp nhằm thống nhất nước Đức mà không có nước Áo.
Danh sách các bang trực thuộc:
| Thành Bang                                  | Thành Bang                                                        | Thủ Đô        |
| ------------------------------------------- | ----------------------------------------------------------------- | ------------- |
| Vương Quốc (Königreiche)                    |                                                                   |               |
|                                             | Phổ (Preußen) (gồm cả Lauenburg)                                  | Berlin        |
|                                             | Saxony (Sachsen)                                                  | Dresden       |
| Đại Công Quốc (Großherzogtümer)             |                                                                   |               |
|                                             | Hesse (Hessen) (chỉ có Thượng Hesse, the phần phía bắc sông Main) | Giessen       |
|                                             | Mecklenburg-Schwerin                                              | Schwerin      |
|                                             | Mecklenburg-Strelitz                                              | Neustrelitz   |
|                                             | Oldenburg                                                         | Oldenburg     |
|                                             | Saxe-Weimar-Eisenach (Sachsen-Weimar-Eisenach)                    | Weimar        |
| Công Quốc (Herzogtümer)                     |                                                                   |               |
|                                             | Anhalt                                                            | Dessau        |
|                                             | Brunswick (Braunschweig)                                          | Braunschweig  |
|                                             | Saxe-Altenburg (Sachsen-Altenburg)                                | Altenburg     |
|                                             | Saxe-Coburg and Gotha (Sachsen-Coburg und Gotha)                  | Coburg        |
|                                             | Saxe-Meiningen (Sachsen-Meiningen)                                | Meiningen     |
| Thân Vương Quốc (Fürstentümer)              |                                                                   |               |
|                                             | Lippe                                                             | Detmold       |
|                                             | Reuss-Gera (Junior Line)                                          | Gera          |
|                                             | Reuss-Greiz (Elder Line)                                          | Greiz         |
|                                             | Schaumburg-Lippe                                                  | Bückeburg     |
|                                             | Schwarzburg-Rudolstadt                                            | Rudolstadt    |
|                                             | Schwarzburg-Sondershausen                                         | Sondershausen |
|                                             | Waldeck and Pyrmont (Waldeck und Pyrmont)                         | Arolsen       |
| Các Thành phố Tự Do (Freie und Hansestädte) |                                                                   |               |
|                                             | Bremen                                                            |               |
|                                             | Hamburg                                                           |               |
|                                             | Lübeck                                                            |               |

#### Cộng hòa Liên bang Đức
Nước Đức hiên đại được thành lập từ 16 bang, chúng được gọi chung là Bundesländer, mỗi bang là một thực thể có chủ quyền, có hiến pháp riêng, có nghị viện riêng, có chính quyền riêng, có tòa án riêng. Tuy nhiên theo điều 31 Hiến pháp Đức thì Luật liên bang có giá trị trước luật lệ tiểu bang. 
| Bang                   | Thủ phủ     | Diện tích (km²) | Dân số     | GDP danh nghĩa (tỷ EUR năm 2015) | GDP danh nghĩa bình quân (EUR năm 2015) | GDP danh nghĩa bình quân (USD năm 2015) |
| ---------------------- | ----------- | --------------- | ---------- | -------------------------------- | --------------------------------------- | --------------------------------------- |
| Baden-Württemberg      | Stuttgart   | 35.752          | 10.569.100 | 461                              | 42.800                                  | 47.500                                  |
| Bayern                 | München     | 70.549          | 12.519.600 | 550                              | 43.100                                  | 47.900                                  |
| Berlin                 | Berlin      | 892             | 3.375.200  | 125                              | 35.700                                  | 39.700                                  |
| Brandenburg            | Potsdam     | 29.477          | 2.449.500  | 66                               | 26.500                                  | 29.500                                  |
| Bremen                 | Bremen      | 404             | 654.800    | 32                               | 47.600                                  | 52.900                                  |
| Hamburg                | Hamburg     | 755             | 1.734.300  | 110                              | 61.800                                  | 68.800                                  |
| Hessen                 | Wiesbaden   | 21.115          | 6.016.500  | 264                              | 43.100                                  | 47.900                                  |
| Mecklenburg-Vorpommern | Schwerin    | 23,174          | 1,600,300  | 40                               | 25.000                                  | 27.700                                  |
| Niedersachsen          | Hanover     | 47.618          | 7.779.000  | 259                              | 32.900                                  | 36.600                                  |
| Nordrhein-Westfalen    | Düsseldorf  | 34.043          | 17.554.300 | 646                              | 36.500                                  | 40.500                                  |
| Rheinland-Pfalz        | Mainz       | 19.847          | 3.990.300  | 132                              | 32.800                                  | 36.400                                  |
| Saarland               | Saarbrücken | 2.569           | 994.300    | 35                               | 35.400                                  | 39.300                                  |
| Sachsen                | Dresden     | 18.416          | 4.050.200  | 113                              | 27.800                                  | 30.900                                  |
| Sachsen-Anhalt         | Magdeburg   | 20.445          | 2.259.400  | 57                               | 25.200                                  | 27.800                                  |
| Schleswig-Holstein     | Kiel        | 15.763          | 2.806.500  | 86                               | 31.200                                  | 34.700                                  |
| Thüringen              | Erfurt      | 16.172          | 2.170.500  | 57                               | 26.400                                  | 29.300                                  |
| Đức                    | Berlin      | 357.376         | 82.175.684 | 3025                             | 37.100                                  | 41.200                                  |

| Cờ hiệu | Bang                | Viết tắt | Thủ phủ        | Diện tích (km²) | [Dân số (2005) | Mật độ dân số (2005) | Tỉ lệ GDP (2007)    | GDP trên đầu người (R$) (2007) | HDI (2005) | Tỉ lệ biết chữ (2003) | Tỉ lệ tử sơ sinh (2002) | Tuổi thọ trung bình (2004) |
| ------- | ------------------- | -------- | -------------- | --------------- | -------------- | -------------------- | ------------------- | ------------------------------ | ---------- | --------------------- | ----------------------- | -------------------------- |
|         | Acre                | AC       | Rio Branco     | 152.581,4       | 656.043        | 4,30                 | 5.761.000 (0,2%)    | 8.789                          | 0,751      | 84%                   | 33,2‰                   | 70,8                       |
|         | Alagoas             | AL       | Maceió         | 27.767,7        | 3.015.912      | 108,61               | 17.793.000 (0,7%)   | 5.858                          | 0,677      | 70%                   | 57,7‰                   | 66,0                       |
|         | Amapá               | AP       | Macapá         | 142.814,6       | 594.587        | 4,16                 | 6.022.000 (0,2%)    | 10.254                         | 0,780      | 91%                   | 24,9‰                   | 69,8                       |
|         | Amazonas            | AM       | Manaus         | 1.570.745,7     | 3.232.330      | 2,05                 | 42.023.000 (1,6%)   | 13.043                         | 0,780      | 94%                   | 20,8‰                   | 73,4                       |
|         | Bahia               | BA       | Salvador       | 564.692,7       | 13.815.334     | 24,46                | 109.652.000 (4,1%)  | 7.787                          | 0,742      | 79%                   | 38,7‰                   | 71,4                       |
|         | Ceará               | CE       | Fortaleza      | 148.825,6       | 8.097.276      | 54,40                | 50.331.000 (1,9%)   | 6.149                          | 0,723      | 78%                   | 35,1‰                   | 69,6                       |
|         | Quận liên bang      | DF       | Brasília       | 5.822,1         | 2.333.108      | 400,73               | 99.946.000 (3,8%)   | 40.696                         | 0,874      | 96%                   | 17,5‰                   | 74,9                       |
|         | Espírito Santo      | ES       | Vitória        | 46.077,5        | 3.408.365      | 73,97                | 60.340.000 (2,3%)   | 18.003                         | 0,802      | 90%                   | 20,9‰                   | 73,1                       |
|         | Goiás               | GO       | Goiânia        | 340.086,7       | 5.619.917      | 16,52                | 65.210.000 (2,5%)   | 11.548                         | 0,800      | 90%                   | 20,7‰                   | 72,8                       |
|         | Maranhão            | MA       | São Luís       | 331.983,3       | 6.103.327      | 18,38                | 31.606.000 (1,2%)   | 5.165                          | 0,683      | 77%                   | 46,3‰                   | 66,8                       |
|         | Mato Grosso         | MT       | Cuiabá         | 903.357,9       | 2.803.274      | 3,10                 | 42.687.000 (1,6%)   | 14.954                         | 0,796      | 90%                   | 21,5‰                   | 72,6                       |
|         | Mato Grosso do Sul  | MS       | Campo Grande   | 357.125,0       | 2.264.468      | 6,34                 | 28.121.000 (1,1%)   | 12.411                         | 0,802      | 91%                   | 19,2‰                   | 73,2                       |
|         | Minas Gerais        | MG       | Belo Horizonte | 586.528,3       | 19.237.450     | 32,79                | 241.293.000 (9,1%)  | 12.519                         | 0,800      | 89%                   | 20,8‰                   | 74,1                       |
|         | Pará                | PA       | Belém          | 1.247.689,5     | 6.970.586      | 5,58                 | 49.507.000 (1,9%)   | 7.007                          | 0,755      | 90%                   | 27,3‰                   | 71,4                       |
|         | Paraíba             | PB       | João Pessoa    | 56.439,8        | 3.595.886      | 63,71                | 22.202.000 (0,8%)   | 6.097                          | 0,718      | 75%                   | 45,5‰                   | 68,3                       |
|         | Paraná              | PR       | Curitiba       | 199.314,9       | 10.261.856     | 51,48                | 161.582.000 (6,1%)  | 15.711                         | 0,820      | 93%                   | 20,7‰                   | 73,5                       |
|         | Pernambuco          | PE       | Recife         | 98.311,6        | 8.413.593      | 85,58                | 62.256.000 (2,3%)   | 7.337                          | 0,718      | 79%                   | 44,8‰                   | 67,5                       |
|         | Piauí               | PI       | Teresina       | 251.529,2       | 3.006.885      | 11,95                | 14.136.000 (0,5%)   | 4.662                          | 0,703      | 72%                   | 33,1‰                   | 68,2                       |
|         | Rio de Janeiro      | RJ       | Rio de Janeiro | 43.696,1        | 15.383.407     | 352,05               | 296.768.000 (11,2%) | 19.245                         | 0,832      | 96%                   | 19,5‰                   | 72,4                       |
|         | Rio Grande do Norte | RN       | Natal          | 52.796,8        | 3.003.087      | 56,88                | 22.926.000 (0,9%)   | 7.607                          | 0,738      | 77%                   | 41,9‰                   | 69,8                       |
|         | Rio Grande do Sul   | RS       | Porto Alegre   | 281.748,5       | 10.845.087     | 38,49                | 176.615.000 (6,6%)  | 16.689                         | 0,832      | 95%                   | 15,4‰                   | 74,5                       |
|         | Rondônia            | RO       | Porto Velho    | 237.576,2       | 1.534.594      | 6,46                 | 15.003.000 (0,6%)   | 10.320                         | 0,776      | 92%                   | 24,6‰                   | 70,6                       |
|         | Roraima             | RR       | Boa Vista      | 224.299,0       | 391.317        | 1,74                 | 4.169.000 (0,2%)    | 10.534                         | 0,750      | 91%                   | 17,8‰                   | 69,3                       |
|         | Santa Catarina      | SC       | Florianópolis  | 95.346,2        | 5.866.568      | 61,53                | 104.623.000 (3,9%)  | 17.834                         | 0,840      | 95%                   | 18,2‰                   | 74,8                       |
|         | São Paulo           | SP       | São Paulo      | 248.209,4       | 40.442.795     | 162,93               | 902.784.000 (33,9%) | 22.667                         | 0,833      | 95%                   | 17,4‰                   | 73,7                       |
|         | Sergipe             | SE       | Aracaju        | 21.910,3        | 1.967.761      | 89,81                | 16.896.000 (0,6%)   | 8.712                          | 0,742      | 90%                   | 40,6‰                   | 70,3                       |
|         | Tocantins           | TO       | Palmas         | 277.620,9       | 1.305.728      | 4,70                 | 11.094.000 (0,4%)   | 8.921                          | 0,756      | 83%                   | 28,4‰                   | 70,7                       |

| Cờ                             | Viết tắt | Bang                   | Năm  | Thủ phủ                 | Dân số  | Diện tích | Mật độ dân số | Số xã | Ngôn ngữ chính thức |
| ------------------------------ | -------- | ---------------------- | ---- | ----------------------- | ------- | --------- | ------------- | ----- | ------------------- |
| Flag of Aargau                 | AG       | Aargau                 | 1803 | Aarau                   | 550900  | 1404      | 388           | 232   | Đức                 |
| Flag of Appenzell Ausserrhoden | AR       | Appenzell Ausserrhoden | 1513 | Herisau / Trogen4       | 53200   | 243       | 220           | 20    | Đức                 |
| Flag of Appenzell Innerrhoden  | AI       | Appenzell Innerrhoden  | 1513 | Appenzell               | 15000   | 173       | 87            | 6     | Đức                 |
| Flag of Basel-Country          | BL       | Basel-Landschaft       | 1501 | Liestal                 | 261400  | 518       | 502           | 86    | Đức                 |
| Flag of Basel-City             | BS       | Basel-Stadt            | 1501 | Basel                   | 186700  | 37        | 5072          | 3     | Đức                 |
| Flag of Bern                   | BE       | Bern                   | 1353 | Bern                    | 947100  | 5959      | 158           | 399   | Đức, Pháp           |
| Flag of Fribourg               | FR       | Fribourg               | 1481 | Fribourg                | 239100  | 1671      | 141           | 242   | Pháp, Đức           |
| Flag of Geneva                 | GE       | Genève                 | 1815 | Genève                  | 414300  | 282       | 1442          | 45    | Pháp                |
| Flag of Glarus                 | GL       | Glarus                 | 1352 | Glarus                  | 38300   | 685       | 51            | 28    | Đức                 |
| Flag of Graubünden             | GR       | Graubünden             | 1803 | Chur                    | 185700  | 7105      | 26            | 211   | Đức, Romansh, Ý     |
| Flag of Jura                   | JU       | Jura                   | 1979 | Delémont                | 69100   | 838       | 82            | 83    | Pháp                |
| Flag of Lucerne                | LU       | Luzern                 | 1332 | Luzern                  | 350600  | 1493      | 233           | 107   | Đức                 |
| Flag of Neuchâtel              | NE       | Neuchâtel              | 1815 | Neuchâtel               | 166500  | 803       | 206           | 62    | Pháp                |
| Flag of Nidwalden              | NW       | Nidwalden              | 1291 | Stans                   | 38600   | 276       | 138           | 11    | Đức                 |
| Flag of Obwalden               | OW       | Obwalden               | 1291 | Sarnen                  | 32700   | 491       | 66            | 7     | Đức                 |
| Flag of St. Gallen             | SG       | Sankt Gallen           | 1803 | St. Gallen              | 452600  | 2026      | 222           | 90    | Đức                 |
| Flag of Schaffhausen           | SH       | Schaffhausen           | 1501 | Schaffhausen            | 73400   | 298       | 246           | 34    | Đức                 |
| Flag of Schwyz                 | SZ       | Schwyz                 | 1291 | Schwyz                  | 131400  | 908       | 143           | 30    | Đức                 |
| Flag of Solothurn              | SO       | Solothurn              | 1481 | Solothurn               | 245500  | 791       | 308           | 126   | Đức                 |
| Flag of Thurgau                | TG       | Thurgau                | 1803 | Frauenfeld / Weinfelden | 228200  | 991       | 229           | 80    | Đức                 |
| Flag of Ticino                 | TI       | Ticino                 | 1803 | Bellinzona              | 311900  | 2812      | 110           | 244   | Ý                   |
| Flag of Uri                    | UR       | Uri                    | 1291 | Altdorf                 | 35000   | 1077      | 33            | 20    | Đức                 |
| Flag of Valais                 | VS       | Valais                 | 1815 | Sion                    | 278200  | 5224      | 53            | 160   | Pháp, Đức           |
| Flag of Vaud                   | VD       | Vaud                   | 1803 | Lausanne                | 626200  | 3212      | 188           | 382   | Pháp                |
| Flag of Zug                    | ZG       | Zug                    | 1352 | Zug                     | 100900  | 239       | 416           | 11    | Đức                 |
| Flag of Zürich                 | ZH       | Zürich                 | 1351 | Zürich                  | 1228600 | 1729      | 701           | 171   | Đức                 |

|   | Bang          | Thủ phủ      | Dân số    | Diện tích (km²) | Mật độ dân số | Thành phố | Đô thị |
| - | ------------- | ------------ | --------- | --------------- | ------------- | --------- | ------ |
| 1 | Viên          | –            | 1.707.000 | 414,65          | 4.113,3       | 1         | 0      |
| 2 | Lower Austria | Sankt Pölten | 1.609.800 | 19.186,26       | 83,9          | 75        | 498    |
| 3 | Upper Austria | Linz         | 1.412.300 | 11.979,91       | 117,9         | 32        | 412    |
| 4 | Styria        | Graz         | 1.208.900 | 16.401,04       | 73,7          | 34        | 508    |
| 5 | Tyrol         | Innsbruck    | 708.900   | 12.640,17       | 56,1          | 11        | 268    |
| 6 | Carinthia     | Klagenfurt   | 560.700   | 9.538,01        | 58,8          | 17        | 115    |
| 7 | Salzburg      | Salzburg     | 531.800   | 7.156,03        | 74,3          | 10        | 109    |
| 8 | Vorarlberg    | Bregenz      | 370.200   | 2.601,12        | 142,3         | 5         | 91     |
| 9 | Burgenland    | Eisenstadt   | 284.000   | 3.961,80        | 71,7          | 13        | 158    |

| Số thứ tự | Bang          | Thủ phủ                |
| --------- | ------------- | ---------------------- |
| 1         | Amazonas      | Puerto Ayacucho        |
| 2         | Anzoategui    | Barcelona              |
| 3         | Apure         | San Fernando de Apure  |
| 4         | Aragua        | Maracay                |
| 5         | Barinas       | Barinas                |
| 6         | Bolivar       | Ciudad Bolívar         |
| 7         | Carabobo      | Valencia               |
| 8         | Cojedes       | San Carlos             |
| 9         | Delta Amacuro | Tucupita               |
| 10        | Falcón        | Santa Ana de Coro      |
| 11        | Guarico       | San Juan De Los Morros |
| 12        | Lara          | Barquisimeto           |
| 13        | Mérida        | Mérida                 |
| 14        | Miranda       | Los Teques             |
| 15        | Monagas       | Maturin                |
| 16        | Nueva Esparta | La Asuncion            |
| 17        | Portuguesa    | Guanare                |
| 18        | Sucre         | Cumana                 |
| 19        | Táchira       | San Cristobal          |
| 20        | Trujillo      | Trujillo               |
| 21        | Vargas        | La Guaira              |
| 22        | Yaracuy       | San Felipe             |
| 23        | Zulia         | Maracaibo              |

| Cờ             | Bang    | Thủ phủ | Diện tích | Dân số | Mật độ dân số |
| -------------- | ------- | ------- | --------- | ------ | ------------- |
| Flag of Chuuk  | Chuuk   | Weno    | 127 km²   | 53.595 | 420 / km²     |
| Flag of Kosrae | Kosrae  | Tofol   | 110 km²   | 7.686  | 70 / km²      |
| Flag of Kosrae | Pohnpei | Kolonia | 346 km²   | 34.486 | 100 / km²     |
| Flag of Yap    | Yap     | Colonia | 118 km²   | 11.241 | 95 / km²      |

| STT | Bang              | Mã ISO 3166-2 | Ngày thành lập    | Dân số      | Diện tích (km²) | Ngôn ngữ chính                                                                               | thủ phủ                                                | thành phố lớn nhất (nếu không phải là thủ phủ) | Số Huyện | mật độ dân số |
| --- | ----------------- | ------------- | ----------------- | ----------- | --------------- | -------------------------------------------------------------------------------------------- | ------------------------------------------------------ | ---------------------------------------------- | -------- | ------------- |
| 1   | Andhra Pradesh    | AP            | 1 tháng 11, 1956  | 49,386,799  | 160,205         | Tiếng Telugu, Tiếng Urdu, Tiếng Anh                                                          | Hyderabad (tạm thời) Amaravati                         |                                                | 13       | 308           |
| 2   | Arunachal Pradesh | AR            | 20 tháng 2, 1987  | 1,382,611   | 83,743          | Tiếng Anh                                                                                    | Itanagar                                               |                                                | 16       | 17            |
| 3   | Assam             | AS            | 15 tháng 8, 1947  | 31,169,272  | 78,550          | Tiếng Assamese, Tiếng Bodo (tiếng địa phương), Tiếng Karbi                                   | Dispur                                                 | Guwahati                                       | 27       | 397           |
| 4   | Bihar             | BR            | 1 tháng 4, 1912   | 103,804,637 | 99,200          | Hindi, Urdu, tiếng Maithili, Magadhi                                                         | Patna                                                  |                                                | 38       | 1102          |
| 5   | Chhattisgarh      | CT            | 1 tháng 11, 2000  | 25,540,196  | 135,194         | Chattisgarhi, Hindi                                                                          | Raipur                                                 |                                                | 16       | 189           |
| 6   | Goa               | GA            | 30 tháng 5, 1987  | 1,457,723   | 3,702           | Tiếng Konkani                                                                                | Panaji                                                 | Vasco da Gama                                  | 2        | 394           |
| 7   | Gujarat           | GJ            | 1 tháng 5, 1960   | 60,383,628  | 196,024         | Tiếng Gujarati, Hindi, Tiếng Anh                                                             | Gandhinagar                                            | Ahmedabad                                      | 25       | 308           |
| 8   | Haryana           | HR            | 1 tháng 11, 1966  | 25,353,081  | 44,212          | Hindi, Haryanvi (tiếng địa phương)                                                           | Chandigarh (thủ phủ chung với vùng lãnh thổ liên bang) | Faridabad                                      | 21       | 573           |
| 9   | Himachal Pradesh  | HP            | 25 tháng 1, 1971  | 6,856,509   | 55,673          | Hindi                                                                                        | Shimla                                                 |                                                | 12       | 123           |
| 10  | Jammu và Kashmir  | JK            | 26 tháng 10, 1947 | 12,548,926  | 222,236         | Urdu, Kashmiri, Dogri                                                                        | Srinagar (summer) Jammu (winter)                       |                                                | 14       | 124           |
| 11  | Jharkhand         | JH            | 15 tháng 11, 2000 | 32,966,238  | 74,677          | Hindi                                                                                        | Ranchi                                                 | Jamshedpur                                     | 24       | 414           |
| 12  | Karnataka         | KA            | 1 tháng 11, 1956  | 61,130,704  | 191,791         | Kannada                                                                                      | Bangalore                                              |                                                | 30       | 319           |
| 13  | Kerala            | KL            | 1 tháng 11, 1956  | 33,387,677  | 38,863          | Malayalam, English                                                                           | Thiruvananthapuram                                     |                                                | 14       | 859           |
| 14  | Madhya Pradesh    | MP            | 1 tháng 11, 1956  | 72,597,565  | 308,252         | Hindi                                                                                        | Bhopal                                                 | Indore                                         | 45       | 236           |
| 15  | Maharashtra       | MH            | 1 tháng 5, 1960   | 112,372,972 | 307,713         | Marathi                                                                                      | Mumbai                                                 |                                                | 35       | 365           |
| 16  | Manipur           | MN            | 21 tháng 1, 1972  | 2,721,756   | 22,347          | Manipuri                                                                                     | Imphal                                                 |                                                | 9        | 122           |
| 17  | Meghalaya         | ML            | 21 tháng 1, 1972  | 2,964,007   | 22,720          | Khasi, Pnar, Garo, Hindi, English                                                            | Shillong                                               |                                                | 7        | 132           |
| 18  | Mizoram           | MZ            | 20 tháng 2, 1987  | 1,091,014   | 21,081          | Mizo                                                                                         | Aizawl                                                 |                                                | 8        | 52            |
| 19  | Nagaland          | NL            | 1 tháng 12, 1963  | 1,980,602   | 16,579          | English                                                                                      | Kohima                                                 | Dimapur                                        | 11       | 119           |
| 20  | Orissa            | OR            | 1 tháng 4, 1936   | 41,947,358  | 155,820         | tiếng Oriya                                                                                  | Bhubaneswar                                            |                                                | 30       | 269           |
| 21  | Punjab            | PB            | 1 tháng 11, 1966  | 27,704,236  | 50,362          | tiếng Punjabi, Hindi                                                                         | Chandigarh (thủ phủ chung với vùng lãnh thổ liên bang) | Ludhiana                                       | 17       | 550           |
| 22  | Rajasthan         | RJ            | 1 tháng 11, 1956  | 68,621,012  | 342,269         | Hindi                                                                                        | Jaipur                                                 |                                                | 32       | 201           |
| 23  | Sikkim            | SK            | 16 tháng 5, 1975  | 607,688     | 7,096           | tiếng Nepali, Bhutia, Lepcha, Limbu, Newari, Kulung, Gurung, Manggar, Sherpa, Tamang, Sunwar | Gangtok                                                |                                                | 4        | 86            |
| 24  | Tamil Nadu        | TN            | 26 tháng 1, 1950  | 72,138,958  | 130,058         | Tamil                                                                                        | Chennai                                                |                                                | 32       | 480           |
| 25  | Telangana         | TG            | 2 tháng 6, 2014   | 35,193,978  | 114,840         | Telugu, Urdu]]                                                                               | Hyderabad                                              |                                                | 10       | 307           |
| 26  | Tripura           | TR            | 21 tháng 1, 1972  | 3,671,032   | 10,491.69       | Bengali, Tripuri                                                                             | Agartala                                               |                                                | 4        | 555           |
| 27  | Uttar Pradesh     | UL            | 26 tháng 1, 1950  | 199,581,477 | 243,286         | Hindi, Urdu                                                                                  | Lucknow                                                | Kanpur                                         | 72       | 828           |
| 28  | Uttarakhand       | UT            | 9 tháng 11, 2000  | 10,116,752  | 53,566          | Hindi, Sanskrit                                                                              | Dehradun (interim)                                     |                                                | 13       | 189           |
| 29  | Tây Bengal        | WB            | 1 tháng 11, 1956  | 91,347,736  | 88,752          | Bengali, Anh                                                                                 | Kolkata                                                |                                                | 18       | 1,029         |

| Lãnh Thổ                    | ISO 3166-2 code | Dân số     | Official ngôn ngữ                                          | thủ phủ      | Thành phố lớn nhất | Số Huyện | Số Vùng | Số Xã | Mật độ dân số | tỉ lệ biết chữ(%) | dân thành thị | tỉ lệ giới tính |
| --------------------------- | --------------- | ---------- | ---------------------------------------------------------- | ------------ | ------------------ | -------- | ------- | ----- | ------------- | ----------------- | ------------- | --------------- |
| Quần đảo Andaman và Nicobar | AN              | 379,944    | Hindi, Tamil, Telugu, English                              | Port Blair   |                    | 2        | 547     | 3     | 46            | 86.27             | 32.6          | 878             |
| Chandigarh                  | CH              | 1,054,686  | Hindi, English, Punjabi                                    | Chandigarh   |                    | 1        | 24      | 1     | 9,252         | 86.43             | 89.8          | 818             |
| Dadra và Nagar Haveli       | DN              | 342,853    | Hindi, Gujarati, Tiếng Anh                                 | Silvassa     |                    | 1        | 70      | 2     | 698           | 77.65             | 22.9          | 775             |
| Daman và Diu                | DD              | 242,911    | Marathi, Gujarati, Tiếng Anh, Hindi                        | Daman và Diu |                    | 2        | 23      | 2     | 2169          | 87.07             | 36.2          | 618             |
| Lakshadweep                 | LD              | 64,429     | Malayalam, English                                         | Kavaratti    | Andrott            | 1        | 24      | 3     | 2013          | 92.28             | 44.5          | 946             |
| Delhi                       | DL              | 16,753,235 | —                                                          | Delhi        |                    | 9        | 165     | 62    | 11,297        | 86.34             | 93.2          | 866             |
| Pondicherry                 | PY              | 1,244,464  | Tiếng Pháp, Tamil, Telugu (regional), Malayalam (regional) | Pondicherry  |                    | 4        | 92      | 6     | 2,598         | 86.55             | 66.6          | 1,038           |

| STT | Bang                | Cờ | Thủ phủ                   | Thành phố lớn nhất        | Diện tích                  | Dân số (2009) | Bang thứ (theo ngày gia nhập liên bang) | Ngày gia nhập liên bang |
| --- | ------------------- | -- | ------------------------- | ------------------------- | -------------------------- | ------------- | --------------------------------------- | ----------------------- |
| 1   | Aguascalientes      |    | Aguascalientes            | Aguascalientes            | 5.618 km² (2.169,1 mi²)    | 1.135.016     | 24                                      | 05-02-1857              |
| 2   | Baja California     |    | Mexicali                  | Tijuana                   | 71.446 km² (27.585,5 mi²)  | 3.122.408     | 29                                      | 16-01-1952              |
| 3   | Baja California Sur |    | La Paz                    | La Paz                    | 73.922 km² (28.541,4 mi²)  | 558.425       | 31                                      | 08-10-1974              |
| 4   | Campeche            |    | San Francisco de Campeche | San Francisco de Campeche | 57.924 km² (22.364,6 mi²)  | 791.322       | 25                                      | 29-04-1863              |
| 5   | Chiapas             |    | Tuxtla Gutiérrez          | Tuxtla Gutiérrez          | 73.289 km² (28.297 mi²)    | 4.483.886     | 19                                      | 14-09-1824              |
| 6   | Chihuahua           |    | Chihuahua                 | Ciudad Juárez             | 247.455 km² (95.542,9 mi²) | 3.376.062     | 18                                      | 06-07-1824              |
| 7   | Coahuila            |    | Saltillo                  | Torreón                   | 151.563 km² (58.518,8 mi²) | 2.615.574     | 16                                      | 07-05-1824              |
| 8   | Colima              |    | Colima                    | Manzanillo                | 5.625 km² (2.171,8 mi²)    | 597.043       | 23                                      | 09-12-1856              |
| 9   | Durango             |    | Victoria de Durango       | Victoria de Durango       | 123.451 km² (47.664,7 mi²) | 1.547.597     | 17                                      | 22-05-1824              |
| 10  | Guanajuato          |    | Guanajuato                | León                      | 30.608 km² (11.817,8 mi²)  | 5.033.276     | 2                                       | 20-12-1823              |
| 11  | Guerrero            |    | Chilpancingo de los Bravo | Acapulco de Juárez        | 63.621 km² (24.564,2 mi²)  | 3.143.292     | 21                                      | 27-10-1849              |
| 12  | Hidalgo             |    | Pachuca de Soto           | Pachuca de Soto           | 20.846 km² (8.048,7 mi²)   | 2.415.461     | 26                                      | 16-01-1869              |
| 13  | Jalisco             |    | Guadalajara               | Guadalajara               | 78.599 km² (30.347,2 mi²)  | 6.989.304     | 9                                       | 23-12-1823              |
| 14  | México              |    | Toluca de Lerdo           | Ecatepec de Morelos       | 22.357 km² (8.632,1 mi²)   | 14.739.060    | 1                                       | 20-12-1823              |
| 15  | Michoacán           |    | Morelia                   | Morelia                   | 58.643 km² (22.642,2 mi²)  | 3.971.225     | 5                                       | 22-12-1823              |
| 16  | Morelos             |    | Cuernavaca                | Cuernavaca                | 4.893 km² (1.889,2 mi²)    | 1.668.343     | 27                                      | 17-04-1869              |
| 17  | Nayarit             |    | Tepic                     | Tepic                     | 27.815 km² (10.739,4 mi²)  | 968.257       | 28                                      | 26-01-1917              |
| 18  | Nuevo León          |    | Monterrey                 | Monterrey                 | 64.220 km² (24.795,5 mi²)  | 4.420.909     | 15                                      | 07-05-1824              |
| 19  | Oaxaca              |    | Oaxaca de Juárez          | Oaxaca de Juárez          | 93.793 km² (36.213,7 mi²)  | 3.551.710     | 3                                       | 21-12-1823              |
| 20  | Puebla              |    | Puebla de Zaragoza        | Puebla de Zaragoza        | 34.290 km² (13.239,4 mi²)  | 5.624.104     | 4                                       | 21-12-1823              |
| 21  | Querétaro           |    | Santiago de Querétaro     | Santiago de Querétaro     | 11.684 km² (4.511,2 mi²)   | 1.705.267     | 11                                      | 23-12-1823              |
| 22  | Quintana Roo        |    | Chetumal                  | Cancún                    | 42.361 km² (16.355,7 mi²)  | 1.290.323     | 30                                      | 08-10-1974              |
| 23  | San Luis Potosí     |    | San Luis Potosí           | San Luis Potosí           | 60.983 km² (23.545,7 mi²)  | 2.479.450     | 6                                       | 22-12-1823              |
| 24  | Sinaloa             |    | Culiacán Rosales          | Culiacán Rosales          | 57.377 km² (22.153,4 mi²)  | 2.650.499     | 20                                      | 14-10-1830              |
| 25  | Sonora              |    | Hermosillo                | Hermosillo                | 179.503 km² (69.306,5 mi²) | 2.499.263     | 12                                      | 10-01-1824              |
| 26  | Tabasco             |    | Villahermosa              | Villahermosa              | 24.738 km² (9.551,4 mi²)   | 2.045.294     | 13                                      | 07-02-1824              |
| 27  | Tamaulipas          |    | Ciudad Victoria           | Reynosa                   | 80.175 km² (30.955,7 mi²)  | 3.174.134     | 14                                      | 07-02-1824              |
| 28  | Tlaxcala            |    | Tlaxcala de Xicohténcatl  | Vicente Guerrero          | 3.991 km² (1.540,9 mi²)    | 1.127.331     | 22                                      | 09-12-1856              |
| 29  | Veracruz            |    | Xalapa-Enríquez           | Veracruz                  | 71.820 km² (27.729,9 mi²)  | 7.270.413     | 7                                       | 22-12-1823              |
| 30  | Yucatán             |    | Mérida                    | Mérida                    | 39.612 km² (15.294,3 mi²)  | 1.909.965     | 8                                       | 23-12-1823              |
| 31  | Zacatecas           |    | Zacatecas                 | Fresnillo                 | 75.539 km² (29.165,8 mi²)  | 1.380.633     | 10                                      | 23-12-1823              |

| STT | Tên                               | Cờ | Diện tích               | Dân số (2009) | Ngày thành lập |
| --- | --------------------------------- | -- | ----------------------- | ------------- | -------------- |
| 32  | Thành phố Mexico Ciudad de México |    | 1,485 km² (573.4 sq mi) | 8.720.916     | 18-11-1824     |

| Cộng hòa Xã hội chủ nghĩa Xô viết Liên bang Nga | 1922 | 147.386.000 | 51,40 | 17.075.400 | 76,62 | Moskva                              | Nga          | 1  |
| Cộng hòa Xã hội chủ nghĩa Xô viết Ukraina       | 1922 | 51.706.746  | 18,03 | 603.700    | 2,71  | Kiev (Kharkiv before 1934)          | Ukraina      | 2  |
| Cộng hòa Xã hội chủ nghĩa Xô viết Uzbekistan    | 1924 | 19.906.000  | 6,94  | 447.400    | 2,01  | Tashkent (Samarkand trước năm 1930) | Uzbekistan   | 4  |
| Cộng hòa Xã hội chủ nghĩa Xô viết Kazakhstan    | 1936 | 16.711.900  | 5,83  | 2.727.300  | 12,24 | Almaty                              | Kazakhstan   | 5  |
| Cộng hòa Xã hội chủ nghĩa Xô viết Belorussia    | 1922 | 10.151.806  | 3,54  | 207.600    | 0,93  | Minsk                               | Belarus      | 3  |
| Cộng hòa Xã hội chủ nghĩa Xô viết Azerbaijan    | 1936 | 7.037.900   | 2,45  | 86.600     | 0,39  | Baku                                | Azerbaijan   | 7  |
| Cộng hòa Xã hội chủ nghĩa Xô viết Gruzia        | 1936 | 5.400.841   | 1,88  | 69.700     | 0,31  | Tbilisi                             | Gruzia       | 6  |
| Cộng hòa Xã hội chủ nghĩa Xô viết Tajikistan    | 1929 | 5.112.000   | 1,78  | 143.100    | 0,64  | Dushanbe                            | Tajikistan   | 12 |
| Cộng hòa Xã hội chủ nghĩa Xô viết Moldavia      | 1940 | 4.337.600   | 1,51  | 33.843     | 0,15  | Chişinău                            | Moldova      | 9  |
| Cộng hoà Xã hội chủ nghĩa Xô viết Kirghizia     | 1936 | 4.257.800   | 1,48  | 198.500    | 0,89  | Bishkek                             | Kyrgyzstan   | 11 |
| Cộng hòa Xã hội chủ nghĩa Xô viết Litva         | 1940 | 3.689.779   | 1,29  | 65.200     | 0,29  | Vilnius                             | Litva        | 8  |
| Cộng hòa Xã hội chủ nghĩa Xô viết Turkmenia     | 1924 | 3.522.700   | 1,23  | 488.100    | 2,19  | Ashgabat                            | Turkmenistan | 14 |
| Cộng hòa Xã hội chủ nghĩa Xô viết Armenia       | 1936 | 3.287.700   | 1,15  | 29.800     | 0,13  | Yerevan                             | Armenia      | 13 |
| Cộng hòa Xã hội chủ nghĩa Xô viết Latvia        | 1940 | 2.666.567   | 0,93  | 64.589     | 0,29  | Riga                                | Latvia       | 10 |
| Cộng hòa Xã hội chủ nghĩa Xô viết Estonia       | 1940 | 1.565.662   | 0,55  | 45.226     | 0,20  | Tallinn                             | Estonia      | 15 |

| Nước cộng hòa | Lục địa | Dân tộc đại diện             | Tỷ lệ dân tộc đại diện trong Dân số cộng hòa (2002) | Dân tộc đại diện: Nhóm ngôn ngữ | Dân tộc đại diện: Tôn giáo chính                               | Tỷ lệ dân tộc Nga trong Dân số cộng hòa (2002) | Dân số (2002) |
| --- | ------- | ---------------------------- | --------------------------------------------------- | ------------------------------- | -------------------------------------------------------------- | ---------------------------------------------- | ------------- |
| Adygea (Адыгея, Адыгэ) | Âu      | Adyghe                       | 24.2%                                               | Caucasian                       | Hồi giáo Sunni, Chính thống giáo                               | 64.5%                                          | 447.000       |
| Altai (Алтай) | Á       | Altay                        | 33.5%                                               | Ngữ tộc Turk                    | Chính thống giáo, Burkhan giáo, Phật giáo Tây Tạng, Saman giáo | 57.4%                                          | 203.000       |
| Bashkortostan (Башкортостан, Башҡортостан) | Âu      | Bashkir                      | 29.8%                                               | Ngữ tộc Turk                    | Hồi giáo Sunni, Chính thống giáo                               | 36.3%                                          | 4.104.000     |
| Buryatia (Бурятия, Буряад) | Á       | Buryat                       | 28.1%                                               | Ngữ hệ Mông Cổ                  | Chính thống giáo, Phật giáo Tây Tạng                           | 67.8%                                          | 981.000       |
| Chechnya (Чеченская Республика, Нохчийчоь) | Âu      | Chechen2                     | 93.5%                                               | Caucasian                       | Hồi giáo Sunni                                                 | 3.7%                                           | 1.104.000     |
| Chuvashia (Чувашская Республика, Чăваш Республики) | Âu      | Chuvash                      | 67.7%                                               | Ngữ tộc Turk                    | Chính Thống giáo Nga, Hồi giáo, Saman giáo                     | 26.5%                                          | 1.314.000     |
| Crimea/Krym (Крым) | Âu      | Tatar Krym                   | 10.6%                                               | Ngữ tộc Turk                    | Chính thống giáo, Hồi giáo                                     | 67.9%                                          | 2,284,769     |
| Dagestan (Дагестан) | Âu      | 10 dân tộc bản địa3          | 86.6%                                               | Caucasian,Ngữ tộc Turk5         | Hồi giáo Sunni                                                 | 4.7%                                           | 2.577.000     |
| Ingushetia (Ингушетия, ГӀалгӀай Мохк) | Âu      | Ingush2                      | 77.3%                                               | Caucasian                       | Hồi giáo Sunni                                                 | 1.2%                                           | 467.000       |
| Kabardino-Balkaria (Кабардино-Балкарская Республика, Къэбэрдей-Балъкъэр, Къабарты-Малкъар) | Âu      | Kabard, Balkars              | 67% (Kabardin 55.3%, Balkars 11.6%)                 | Caucasian,Ngữ tộc Turk          | Hồi giáo Sunni, Chính thống giáo Nga6                          | 25.1%                                          | 901.000       |
| Kalmykia (Калмыкия, Хальмг Таңһч) | Âu      | Kalmyk                       | 53.3%                                               | Ngữ hệ Mông Cổ                  | Chính thống giáo, Phật giáo Tây Tạng                           | 33.6%                                          | 292.000       |
| Karachay-Cherkessia (Карачаево-Черкесская Республика) | Âu      | Karachai, Cherkess           | 50% (Karachai 38.5%, Cherkess 11.3%)                | Ngữ tộc Turk, Caucasian         | Hồi giáo Sunni                                                 | 33.6%                                          | 439.000       |
| Karelia (Карелия, Karjala) | Âu      | Karelians (related to Finns) | 9.2%                                                | Ngữ hệ Ural                     | Chính thống giáo Nga                                           | 76.6%                                          | 716.000       |
| Khakassia (Хакасия) | Á       | Khakas                       | 12.0%                                               | Ngữ tộc Turk                    | Chính thống giáo Nga                                           | 80.3%                                          | 546.000       |
| Komi (Коми) | Âu      | Komi people                  | 25.2%                                               | Ngữ hệ Ural                     | Chính thống giáo Nga                                           | 59.6%                                          | 1.019.000     |
| Mari El (Марий Эл) | Âu      | Mari                         | 42.9%                                               | Ngữ hệ Ural                     | Chính thống giáo Nga                                           | 47.5%                                          | 728.000       |
| Mordovia (Мордовия) | Âu      | Mordvin                      | 31.9%                                               | Ngữ hệ Ural                     | Chính thống giáo Nga                                           | 60.8%                                          | 889.000       |
| Bắc Ossetia-Alania (Северная Осетия-Алания, Цӕгат Ирыстоны Аланийы) | Âu      | Ossetian                     | 62.7%                                               | Ngữ chi Iran                    | Chính thống giáo Nga                                           | 23.2%                                          | 710.000       |
| Sakha (Yakutia) (Саха (Якутия)) | Á       | Yakut                        | 45.5%                                               | Ngữ tộc Turk                    | Chính thống giáo Nga, Saman giáo                               | 41.2%                                          | 949.000       |
| Tatarstan (Татарстан) (also called Tataria or Tartary) | Âu      | Tatar                        | 52.9%                                               | Ngữ tộc Turk                    | Hồi giáo Sunni, Chính thống giáo                               | 39.5%                                          | 3.779.000     |
| Tyva (Тыва) | Á       | Tuvans                       | 77.0%                                               | Ngữ tộc Turk                    | Chính thống giáo, Phật giáo Tây Tạng, Saman giáo               | 20.1%                                          | 306.000       |
| Udmurtia (Удмуртская Республика, Удмурт Элькун) | Âu      | Udmurts                      | 29.3%                                               | Ngữ hệ Ural                     | Chính thống giáo Nga                                           | 60.1%                                          | 1.570.000     |
| Ghi chú: 1. Kabardino-Balkaria, Karachay-Cherkessia, và Dagestan có nhiều hơn một dân tộc đại diện. 2. Cộng hòa xã hội chủ nghĩa xô viết tự trị Chechen-Ingush có hai dân tộc đại diện cho tới khi chia tách thành hai nước Cộng hòa Chechnya và Ingushetia năm 1991. 3. Mười dân tộc bản địa của Dagestan gồm: Aguls, Avars, Dargins, Kumyks, Laks, Lezgins, Nogais, Rutuls, Tabasarans, và Tsakhurs. 4. Các số liệu dân số trong bảng này chỉ mang ý nghĩa tượng trưng 5. Các ngôn ngữ Balkars, Karachai, Kumyks và Nogais thuộc nhóm ngôn ngữ của người Turk; các ngôn ngữ Aguls, Avars, Cherkess, Dargins, Laks, Lezgins, Rutuls, Tabasarans, và Tsakhurs thuộc nhóm ngôn ngữ Caucasian 6. người Kabardin và một nhóm nhỏ người Balkars theo đạo Hồi, còn một nhóm người Balkars theo đạo Chính thống Nga |         |                              |                                                     |                                 |                                                                |                                                |               |

| Tên gọi | Thủ đô                     | Quốc kỳ | Vị trí |
| --- | -------------------------- | ------- | ------ |
| 1.Cộng hòa Xã hội chủ nghĩa Bosna và Hercegovina                                                                    | Sarajevo                   |         |        |
| 2.Cộng hòa Xã hội chủ nghĩa Croatia                                                                                 | Zagreb                     |         |        |
| 3.Cộng hòa Xã hội chủ nghĩa Macedonia                                                                               | Skopje                     |         |        |
| 4.Cộng hòa Xã hội chủ nghĩa Montenegro                                                                              | Titograd*                  |         |        |
| 5.Cộng hòa Xã hội chủ nghĩa Serbia 5a.Tỉnh Xã hội Chủ nghĩa Tự trị Kosovo 5b.Tỉnh Xã hội Chủ nghĩa Tự trị Vojvodina | Belgrade Priština Novi Sad |         |        |
| 6.Cộng hòa Xã hội chủ nghĩa Slovenia                                                                                | Ljubljana                  |         |        |

| Cờ | Tiểu vương quốc                      | Thủ đô         | Dân số    | Dân số | Diện tích | Diện tích | Diện tích |
| Cờ | Tiểu vương quốc                      | Thủ đô         | 2018      | %      | (km²)     | %         |           |
| -- | ------------------------------------ | -------------- | --------- | ------ | --------- | --------- | --------- |
|    | Abu Dhabi                            | Abu Dhabi      | 2.784.490 | 29,0%  | 67.340    | 86,7%     |           |
|    | Ajman                                | Ajman          | 372.922   | 3,9%   | 259       | 0,3%      |           |
|    | Dubai                                | Dubai          | 4.177.059 | 42,8%  | 3.885     | 5,0%      |           |
|    | Fujairah                             | Fujairah       | 152.000   | 1,6%   | 1.165     | 1,5%      |           |
|    | Ras al-Khaimah                       | Ras al-Khaimah | 416.600   | 4,3%   | 2.486     | 3,2%      |           |
|    | Sharjah                              | Sharjah        | 2.374.132 | 24,7%  | 2,590     | 3.3%      |           |
|    | Umm al-Quwain                        | Umm al-Qaiwain | 72.000    | 0,8%   | 777       | 1%        |           |
|    | Các Tiểu vương quốc Ả Rập Thống nhất | Abu Dhabi      | 9.599.353 | 100%   | 77.700    | 100%      |           |

| Tên                          | Tiếng Miến Điện | Thủ phủ     | Cờ | ISO   | Khu vực       | Dân số    | Diện tích (km²) | Dạng               |
| ---------------------------- | --------------- | ----------- | -- | ----- | ------------- | --------- | --------------- | ------------------ |
| Ayeyarwady                   | ဧရာဝတီတိုင်းဒေသကြီး       | Pathein     |    | MM-07 | Hạ            | 6.663.000 | 35.138          | Vùng               |
| Vùng Bago                    | ပဲခူးတိုင်းဒေသကြီး         | Bago        |    | MM-02 | Hạ            | 5.099.000 | 39.404          | Vùng Hành chính    |
| Chin                         | ချင်းပြည်နယ်          | Hakha       |    | MM-14 | Miền Tây      | 480.000   | 36.019          | Bang               |
| Kachin                       | ကချင်ပြည်နယ်         | Myitkyina   |    | MM-11 | Miền Bắc      | 1.270.000 | 89.041          | Bang               |
| Kayah                        | ကယားပြည်နယ်          | Loikaw      |    | MM-12 | Miền Đông Nam | 259,000   | 11,670          | Bang               |
| Bang Kayin                   | ကရင်ပြည်နယ်         | Pa-an       |    | MM-13 | Miền Nam      | 1.431.377 | 30.383          | Bang               |
| Magway                       | မကွေးတိုင်းဒေသကြီး         | Magwe       |    | MM-03 | Miền Trung    | 4.464.000 | 44.819          | Vùng hành chính    |
| Mandalay                     | မန္တလေးတိုင်းဒေသကြီး       | Mandalay    |    | MM-04 | Miền Trung    | 7.627.000 | 37.021,29       | Vùng hành chính    |
| Mon                          | မွန်ပြည်နယ်          | Mawlamyaing |    | MM-15 | Miền Nam      | 2.466.000 | 12.155          | Bang               |
| Rakhine                      | ရခိုင်ပြည်နယ်         | Sittwe      |    | MM-16 | Miền Tây      | 2.744.000 | 36.780          | Bang               |
| Shan                         | ရှမ်းပြည်နယ်          | Taunggyi    |    | MM-17 | Miền Đông     | 4.851.000 | 155.801         | Bang               |
| Sagaing                      | စစ်ကိုင်းတိုင်းဒေသကြီး       | Sagaing     |    | MM-01 | Miền Bắc      | 5.300.000 | 93.527          | Vùng hành chính    |
| Tanintharyi                  | တနင်္သာရီတိုင်းဒေသကြီး      | Dawei       |    | MM-05 | Miền Nam      | 1.356.000 | 43.328          | Vùng Hành chính    |
| Yangon                       | ရန်ကုန်တိုင်းဒေသကြီး       | Yangon      |    | MM-06 | Hạ            | 5.560.000 | 10.170          | Vùng hành chính    |
| Lãnh thổ Liên bang Naypyidaw | နေပြည်တော် ပြည်တောင်စုနယ်မြေ   | Naypyidaw   |    |       | Miền Trung    | 925.000   | 2.724           | Lãnh thổ liên bang |